# Estadio Olímpico Universitario
Estadio Olímpico Universitario is een atletiekstadion in Mexico-Stad.
Het stadion werd gebouwd van 1950 tot 1952 en werd gebruikt voor de atletiekwedstrijden tijdens de Olympische Spelen 1968. Het stadion heeft een capaciteit van 63.186 zitplaatsen. Het stadion werd ontworpen door Diego Riviera. Voorafgaand aan de Spelen werd het stadion ook gebruikt voor wedstrijden American football.
Het is gelegen op de campus van de Nationale Autonome Universiteit van Mexico. Het is de thuisbasis van de Pumas UNAM.

## WK interlands
| № | Datum        | Wedstrijd               | Uitslag | Competitie | Toeschouwers |
| - | ------------ | ----------------------- | ------- | ---------- | ------------ |
| 1 | 2 juni 1986  | Argentinië – Zuid-Korea | 3 – 1   | WK 1986    | 60.000       |
| 2 | 5 juni 1986  | Zuid-Korea – Bulgarije  | 1 – 1   | WK 1986    | 45.000       |
| 3 | 10 juni 1986 | Argentinië – Bulgarije  | 2 – 0   | WK 1986    | 65.000       |
| 4 | 17 juni 1986 | Italië – Frankrijk      | 0 – 2   | WK 1986    | 70.000       |

Estadio Azteca (Mexico-Stad) · Estadio Olímpico Universitario (Mexico-Stad) · Estadio Universitario (San Nicolás de los Garza) · Estadio Tecnológico (Monterrey) · Estadio Jalisco (Guadalajara) · Estadio Tres de Marzo (Guadalajara) · Estadio Cuauhtémoc (Puebla) · Estadio Nemesio Díez (Toluca) · Estadio Nou Camp (León) · Estadio Sergio León Chávez (Irapuato) · Estadio La Corregidora (Querétaro) · Estadio Neza 86 (Nezahualcóyotl)